# 최영훈 (프로게이머)
최영훈(1998년 8월 17일 ~ )은 대한민국의 전직 카트라이더 프로게이머로 아이디는 Guard를 사용했다.

## 선수 시절
2014년, 서한-퍼플 모터스포트 소속으로 활동하면서 커리어를 시작했다.
2023년 3월, Sensation 소속으로 활동한다. 프리시즌1 팀전 6위, 개인전 27위를 기록했다. 프리시즌2 팀전 4위를 기록했다.
2023년 8월 16일, 미래엔세종에 입단했다. 2023시즌 팀전 3위, 개인전 30위를 달성했다. 이후 팀이 해체되었다.

## 소속팀
| #  | 팀명                 | 소속 기간                 | 소속 리그 | 비고 |
| -- | -------------------- | ------------------------- | --------- | ---- |
| 1  | 서한-퍼플 모터스포트 |                           | KRL       |      |
| 2  | 쏠라이트 인디고      |                           | KRL       |      |
| 3  | 유베이스 알스타즈    |                           | KRL       |      |
| 4  | 쏠라이트 인디고      |                           | KRL       |      |
| 5  | 세다-레이싱          |                           | KRL       |      |
| 6  | 게임킹               |                           | KRL       |      |
| 7  | 아프리카 플레임      | 2018.08.16. ~ 2019.03.23. | KRL       |      |
| 8  | 한화생명 e스포츠     | 2019.06.04. ~ 2023.01.07. | KRL       |      |
| 9  | Sensation            | 2023.03.26. ~ 2023.08.16. | KDL       |      |
| 10 | 미래엔세종           | 2023.08.16. ~ 2023.12.09. | KDL       |      |

## 수상 내역

### 크레이지레이싱 카트라이더
공식 대회 우승 7회, 준우승 4회
- 넥슨 카트라이더 리그 시즌 제로 팀전 우승 (서한-퍼플 모터스포트)
- 넥슨 카트라이더 리그 에볼루션 팀전 3위
- 넥슨 카트라이더 리그 버닝 타임 팀전 3위
- 넥슨 카트라이더 리그 듀얼 레이스 팀전 우승 (쏠라이트 인디고)
- 넥슨 카트라이더 리그 듀얼 레이스 시즌 2 팀전 3위
- 넥슨 카트라이더 리그 듀얼 레이스 시즌 3 팀전 우승 (GameKing)
- 넥슨 카트라이더 리그 2019 시즌 1 팀전 준우승
- 2019 KT 5G 멀티뷰 카트라이더 리그 시즌 2 팀전 준우승
- 2020 SKT JUMP 카트라이더 리그 시즌 1 팀전 우승 (한화생명 e스포츠)
- 2020 SKT 5GX JUMP 카트라이더 리그 시즌 2 팀전 우승 (한화생명 e스포츠)
- 2021 신한은행 헤이영 카트라이더 리그 시즌 1 팀전 준우승
- 2021 신한은행 헤이영 카트라이더 리그 시즌 2 팀전 준우승
- 2021 신한은행 헤이영 카트라이더 리그 수퍼컵 팀전 우승 (블레이즈)
- 2022 신한은행 헤이영 카트라이더 리그 시즌 1 팀전 우승 (블레이즈)
- 2022 신한은행 헤이영 카트라이더 리그 시즌 2 팀전 3위
- 2022 신한은행 쏠 카트라이더 리그 수퍼컵 팀전 3위

### 카트라이더: 드리프트
- 2023 대전 레이싱 챌린지 우승
- 2023 카트라이더: 드리프트 리그 팀전 3위